# Município de Brown (condado de Knox, Ohio)
Localização do Ohio nos E.U.A.
O município de Brown (em inglês: Brown Township) é um local localizado no condado de Knox no estado estadounidense de Ohio. No ano 2010 tinha uma população de 1862 habitantes e uma densidade populacional de 23,98 pessoas por km².

## Geografia
O município de Brown encontra-se localizado nas coordenadas 40° 30′ 24″ N, 82° 19′ 07″ O. Segundo o Departamento do Censo dos Estados Unidos, o município tem uma superfície total de 77.65 km², da qual 77,52 km² correspondem a terra firme e (0,17 %) 0,13 km² é água.

## Demografia
Segundo o censo de 2010, tinha 1862 pessoas residindo no município de Brown. A densidade de população era de 23,98 hab./km².